# Luisa Regimenti
Luisa Regimenti (ur. 5 czerwca 1958 w Rzymie) – włoska lekarka, wykładowczyni akademicka i polityk, posłanka do Parlamentu Europejskiego IX kadencji.

## Życiorys
W 1986 ukończyła studia medyczne na Uniwersytecie Rzymskim „La Sapienza”. Specjalizowała się w zakresie medycyny sądowej i ubezpieczeniowej. Jako specjalistka w tych dziedzinach współpracowała z instytucjami publicznymi i przedsiębiorstwami ubezpieczeniowymi. Wykładała także na macierzystej uczelni, a później na Università degli Studi di Roma Tor Vergata. W wyborach w 2019 z listy Ligi Północnej uzyskała mandat deputowanej do Parlamentu Europejskiego IX kadencji. W czerwcu 2021 zrezygnowała z członkostwa w partii, dołączając następnie do partii Forza Italia.
W kwietniu 2023 odeszła z PE w związku z powołaniem na asesora w administracji regionu Lacjum.